# Schultzidia johnstonensis
Schultzidia johnstonensis är en fiskart som först beskrevs av Schultz och Woods, 1949.  Schultzidia johnstonensis ingår i släktet Schultzidia och familjen Ophichthidae. Inga underarter finns listade i Catalogue of Life.